# Narros
Narros es un municipio y localidad española de la provincia de Soria, en la comunidad autónoma de Castilla y León. El término municipal tiene una población de 71 habitantes (INE 2024).

## Geografía
El municipio, ubicado en el partido judicial de  Soria y en la comarca de Almarza, tiene un área de 13,22 km². Al sur está limitado por la sierra del Almuerzo, bello paraje con reminiscenias legendarias referida a los Siete Infantes de Lara. Narros se encuentra al este de la provincia de Soria y está situado a 20 km de la capital.

## Historia
El topónimo según Sánchez Albornoz sería una modificación de la palabra "navarros", por lo que estaría en la repoblación hecha en la Baja Edad Media con personas procedentes del Reino de Navarra.
El Censo de Pecheros de 1528, en el que no se contaban eclesiásticos, hidalgos y nobles, registraba la existencia de 53 pecheros, es decir unidades familiares que pagaban impuestos. En el documento original figura como Naharros, formando parte del Sexmo de San Juan.
A la caída del Antiguo Régimen la localidad se constituye en municipio constitucional en la región de Castilla la Vieja, partido de Soria que en el censo de 1842 contaba con 71 hogares y 280 vecinos.
En julio de 2011 la sierra del Almuerzo sufrió un incendio forestal que arrasó 138 hectáreas, estableciéndose el nivel 2 de alerta contra incendios. 
Por la cercanía de las llamas las autoridades estuvieron a punto de decretar la evacuación del municipio aunque, debido a la intervención de medios aéreos, finalmente no fue necesaria.

## Demografía
Cuenta con una población de 71 habitantes (INE 2024).
| Gráfica de evolución demográfica de Narros entre 1842 y 2021                                                          |
| |
| Población de derecho según los censos de población del INE. Población de hecho según los censos de población del INE. |

## Patrimonio

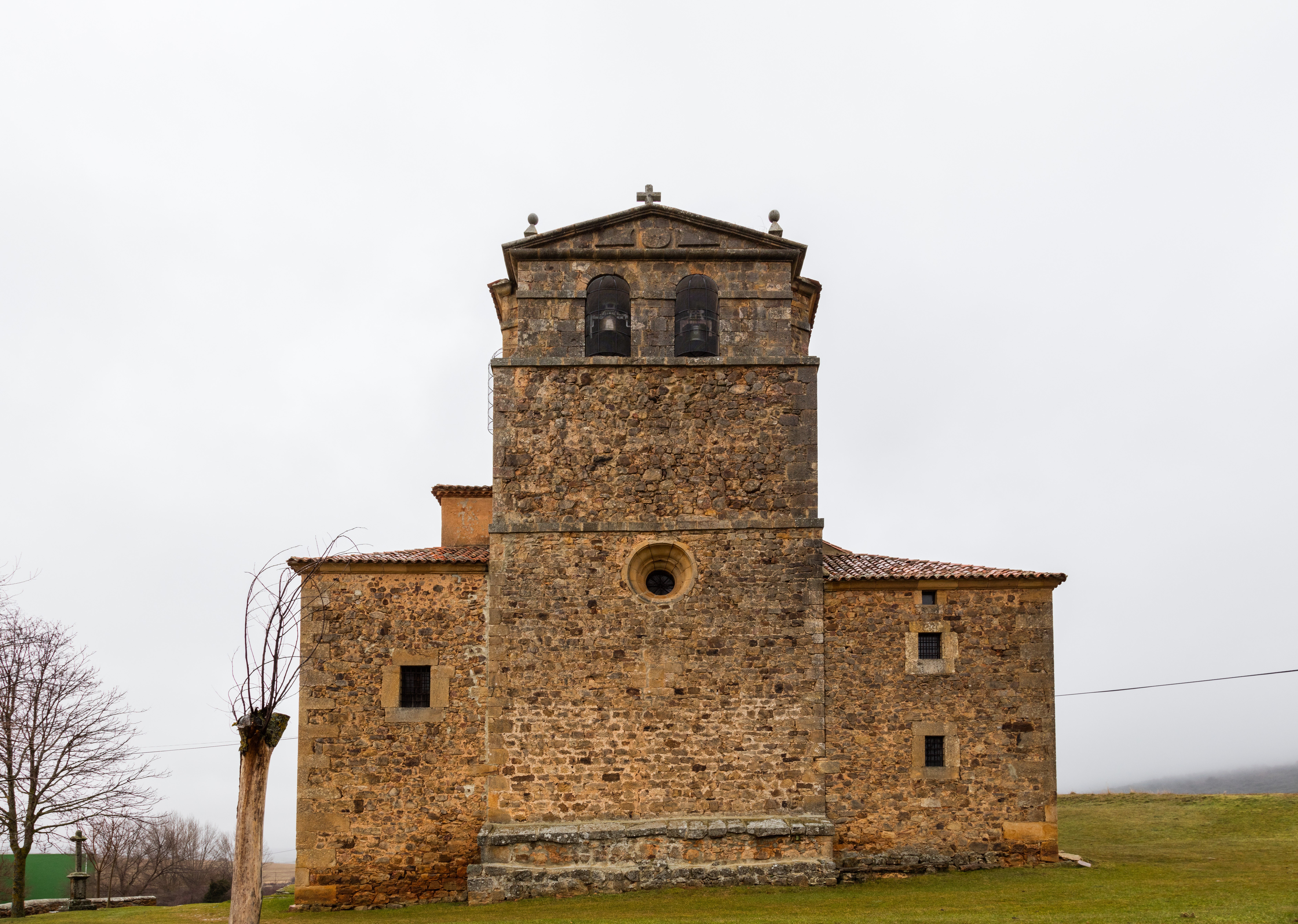
Iglesia de San Juan Bautista

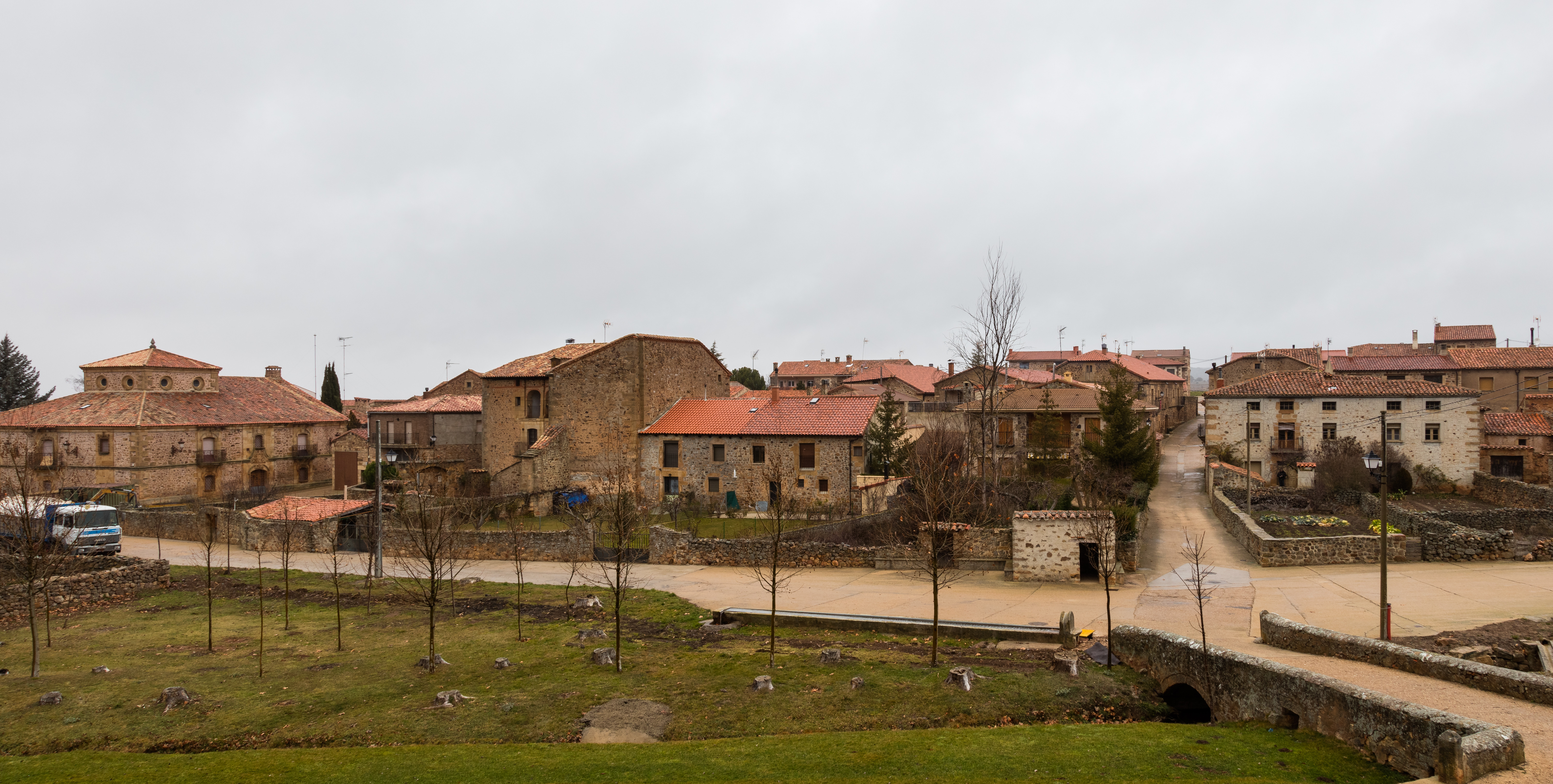
Vista de Narros

### Casa de la Media Naranja

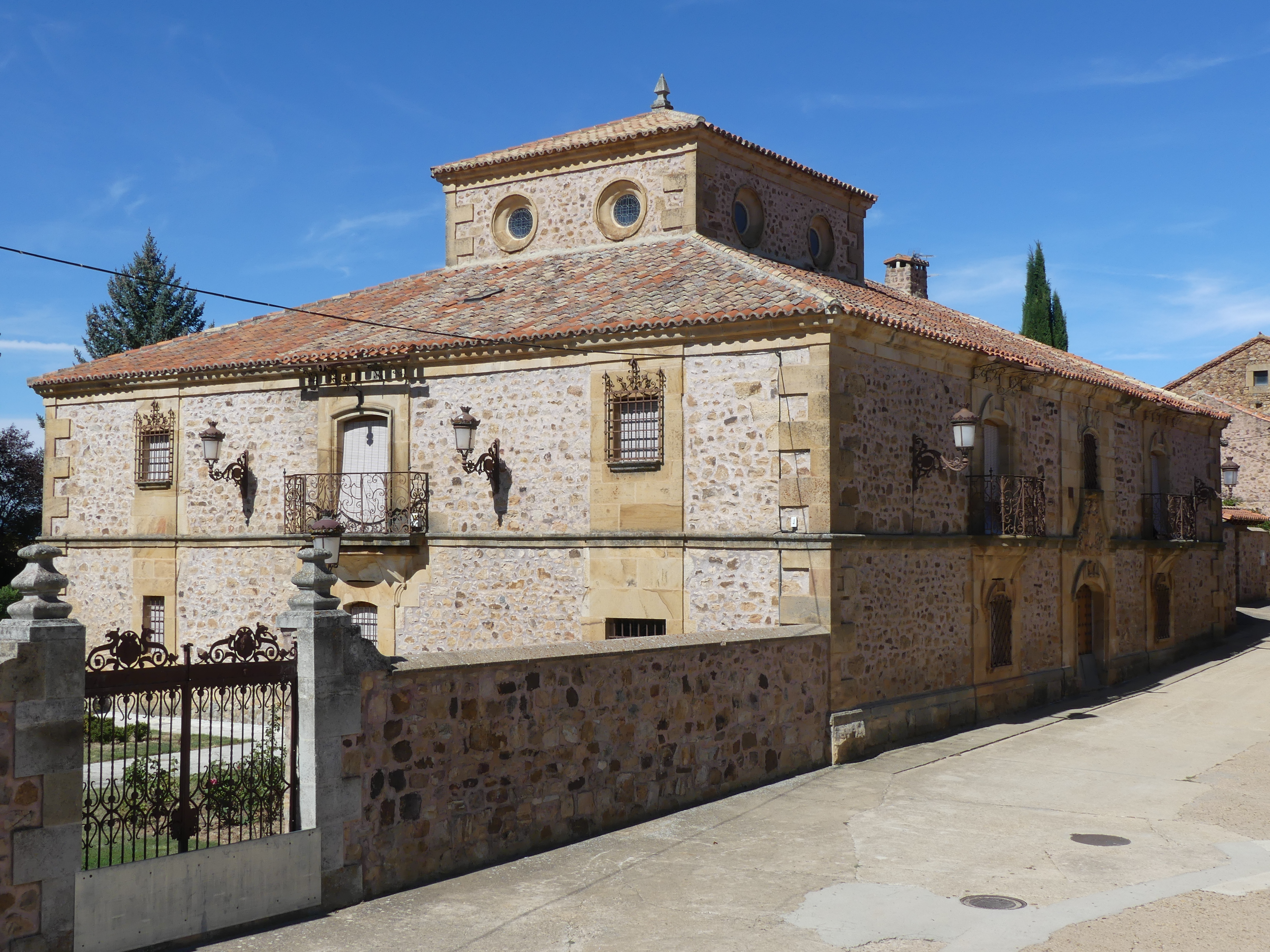
Casa de la Media Naranja.

Según Avelino Hernández la Media Naranja "fue enclave nobiliario desde donde se trazaron los planes de la conspiración que recuperó Soria de la huestes francesas, y es muestra afortunada de la recuperación de edificios que arrumbó la decadencia". Fue construida alrededor de 1750, es un palacete que cuenta con dos pisos más una atalaya cuadrangular con ventanas redondeadas, en su fachada se pueden ver algunos balcones y escudos tallados en la piedra. Por toda esta ornamentación y encanto, fue declarada Bien de Interés Cultural en la categoría de Monumento el 5 de septiembre de 1996. Además existe una leyenda que dice que el domicilio que había antes de que se construyera este palacete era "la Casa del Diablo"

### Ermita de la Virgen del Almuerzo
En el siglo X con la invasión musulmana los habitantes de Narros decidieron esconder la virgen en un cerro a unos kilómetros del pueblo, la protegieron con una campana y esta fue escondida con malezas. Fue olvidada hasta el siglo XIII cuando unos campesinos la encontraron mientras paseaban por el campo y decidieron hacer una ermita en su honor y llamar a ese cerro, cerro de la campana.

## Cultura

### Fiestas
Las fiestas de Narros en honor a la Virgen del Almuerzo se celebran el segundo fin de semana de agosto, comenzando el viernes con la cena típica con los vecinos del pueblo y finalizando el lunes con la "Fiesta de la Rosquilla", consistente en pasar por todas las casas del municipio recogiendo la típica rosquilla para degustarla por la noche en una chocolatada. En cada casa se premia a los participantes con bebida y comida, terminando por la tarde con la Fiesta de la Espuma.
También hay otras fiestas en Narros, celebradas en Semana Santa, del Sábado Santo al lunes de Pascua. Empiezan el sábado por la noche con una verbena, el domingo los vecinos de Narros suben a la ermita de la Virgen del Almuerzo y el lunes se celebra una chocolatada por la noche.

### Asociaciones
La principal asociación de Narros es la Asociación cultural de los amigos de Narros, su sede es el ayuntamiento de Narros situado en la plaza Aquilino Velilla.
La finalidad de esta asociación es promover la cultura, con distintas actividades recreativas, como gymkanas para los niños o clases de pilates para adultos. También participa en la organización de las actividades de las fiestas promoviendo también la unión y afinidad de los habitantes del pueblo. Asimismo fomenta el patrimonio cultural de Narros y pueblos de alrededor.